# Содружество наций
Содру́жество на́ций (англ. Commonwealth of Nations, до 1946 года — Брита́нское Содру́жество на́ций — англ. British Commonwealth of Nations), кратко именуемое просто Содру́жество (англ. The Commonwealth) — объединение суверенных государств, в которое входят Великобритания и почти все её бывшие доминионы, колонии и протектораты. Членами Содружества также являются и другие государства, не имеющие исторических связей с Великобританией.

## Основы Содружества
После того, как Британская империя потеряла 13 американских колоний, оставив за собой Канаду, Индию, некоторые владения в Вест-Индии и ряд разбросанных и отдалённых поселений, в метрополии наметились две политические линии. Первая предполагала ориентацию на расширение британского влияния в Индии и на Дальнем Востоке. Вторая линия, наряду с расширением этого влияния (в интересах британской промышленности и в целях экономии государственных расходов), допускала развитие в колониях самоуправления, чтобы предотвратить повторение Войны за независимость североамериканских колоний.
Термин «Содружество наций» был введён британским премьер-министром от Либеральной партии лордом Розберри в 1884 году. Начало Содружеству было положено проведённой в 1887 году в Лондоне колониальной конференцией, на которой закрепились основы новой колониальной политики: отныне наиболее развитым колониям стал дароваться статус доминионов — автономных квазигосударственных образований (позднее — фактически независимых государств), при этом все они становились частью Британского Содружества наций — объединения, призванного сплотить огромную Британскую империю. Такими доминионами стали Канада, Австралийский Союз, Новая Зеландия, Южно-Африканский Союз, Доминион Ньюфаундленд и Ирландия.
На конференции премьер-министров Великобритании и британских владений 1926 года была принята Декларация Бальфура, в которой Великобритания и доминионы признали, что эти государства имеют «равный статус и не являются зависимыми одно от другого в каком бы то ни было аспекте своей внутренней или внешней политики, несмотря на то, что их сближает общая верность Короне и свободное членство в Британском содружестве наций».
Правовой статус Содружества был закреплён Вестминстерским статутом от 11 декабря 1931 года, и вплоть до 1947 года оно представляло собой некое подобие союза государств, каждое из которых было объединено с Великобританией династической унией (то есть главой доминионов признавался британский монарх).

## Развитие
После окончания Второй мировой войны наступил распад Британской империи, вызванный ростом национально-освободительных движений в британских владениях и финансовыми трудностями британского правительства. С 1946 года «Британское содружество» стало именоваться просто «Содружеством».
Уже обретение Индией независимости 15 августа 1947 года и установление в ней республиканской формы правления (а следовательно, и отказ признавать британского монарха главой государства) потребовало кардинального пересмотра основ организации Содружества. В частности, было изменено название самой организации, а приоритетными целями её деятельности стали гуманитарные миссии, образовательная деятельность и т. п. Содружество рассматривается в первую очередь как организация, в рамках которой государства, различающиеся по уровню развития и характеру экономики, имеют возможность вступать в тесное и равноправное взаимодействие.
Бирма (теперь Мьянма) и Аден (позднее — Южный Йемен), получившие независимость в 1948 и 1967 году соответственно, стали бывшими британскими колониями, так и не вошедшими в состав Содружества после обретения независимости (в отличие от большинства других колоний). Из бывших протекторатов и подмандатных территорий Лиги Наций в Содружество не вошли Египет (ставший независимым в 1922 году), Израиль (1948 год), Ирак (1932 год), Бахрейн (1971 год), Иордания (1946 год), Кувейт (1961 год), Катар (1971 год), ОАЭ (1971 год) и Оман (1971 год). Ирландия покинула Содружество с провозглашением республиканской формы правления в 1949 году, а Южно-Африканская республика в 1961 году (членство ЮАР в Содружестве было восстановлено в июне 1994 года). Несмотря на это, согласно Ireland Act 1949, граждане Ирландской Республики имеют по британскому законодательству равный статус с гражданами стран Содружества.
Вопрос о противоречии между республиканской формой правления и членством в Содружестве был разрешён в апреле 1949 года на совещании премьер-министров стран Содружества в Лондоне. Индия согласилась признать британского монарха в качестве «символа свободной ассоциации независимых государств-членов Содружества и главы Содружества» с января 1950, когда должно было вступить в силу провозглашение Индии республикой. Остальные члены Содружества, со своей стороны, согласились на сохранение членства Индии в организации. По настоянию Пакистана было решено, что в отношении иных государств будет принято аналогичное решение. Лондонскую декларацию часто рассматривают как документ, знаменующий начало существования Содружества в его современном виде.
В Содружество входят т. н. Королевства Содружества — 15 государств (включая Соединённое Королевство), в которых главой государства признаётся британский монарх, представленный генерал-губернатором. Этот титул, однако, не подразумевает какой-либо политической власти над государствами-членами Содружества и не распространяется на британского монарха автоматически. Большинство государств-членов Содружества не признают британского монарха главой государства. Это, однако, не влияет на их статус в рамках Содружества. Содружество не является политическим союзом, и членство в нём не позволяет Великобритании оказывать какое-либо политическое влияние на остальных членов.
С ростом Содружества Великобританию и доминионы, существовавшие до 1945 года (название «доминион» вышло из официального употребления в 1940-е годы), стали неофициально называть «Старым Содружеством» (Old Commonwealth), особенно начиная с 1960-х годов, когда начались разногласия между некоторыми из них и менее богатыми членами Содружества из числа новых независимых государств Африки и Азии. Эти разногласия, приведшие к обвинениям Старого, «Белого» Содружества в том, что его интересы отличаются от интересов африканских членов организации, к обвинениям в расизме и колониализме, возникали в ходе ожесточённых дебатов по вопросам Южной Родезии в 1970-е, наложения санкций на ЮАР в 1980-е и, ближе к нашим дням, по вопросам необходимости продвижения демократических реформ в Нигерии, а впоследствии в Зимбабве. В частности, бывший президент Зимбабве Роберт Мугабе часто использовал выражение «Белое Содружество» (White Commonwealth), заявляя, что попытки Содружества заставить его пойти на осуществление политических перемен в стране на самом деле являются проявлениями расизма и колониализма со стороны Белого Содружества, которое доминирует в Содружестве наций как таковом.

## Членство
Общая численность населения стран Содружества составляет порядка 3 млрд человек, то есть примерно 30 % населения мира. С точки зрения численности населения на первом месте находится Индия (на 2023 год 1,4 миллиарда человек), за которой идут Пакистан, Нигерия и Бангладеш (население этих стран на 2023 год: 221 млн, 213 млн и 171 млн соответственно); самое немногочисленное население у Тувалу — 12 тыс. Территория стран Содружества составляет примерно четверть земной суши. Крупнейшие из них по территории — Канада, Австралия и Индия.
Членство в Содружестве открыто для всех стран, признающих основные цели его деятельности. Необходимо также наличие прошлых или нынешних конституционных связей кандидата на вступление с Великобританией, либо иным членом Содружества. Не все члены организации имеют непосредственные конституционные связи с Великобританией — некоторые из южнотихоокеанских государств находились под управлением Австралии или Новой Зеландии, а Намибия с 1920 по 1990 годы — под управлением ЮАР. В 1995 году членом Содружества стал Камерун. Под британским управлением находилась лишь часть его территории по мандату Лиги Наций (1920—1946) и по соглашению об опеке с ООН (1946—1961).
Впервые правило о наличии связей с Великобританией у принимаемой страны было нарушено в отношении Мозамбика, бывшей колонии Португалии, она была принята в Содружество в 1995 году после восстановления членства ЮАР и проведения в Мозамбике первых демократических выборов. За Мозамбик попросили его соседи, все из которых входили в Содружество и желали помочь Мозамбику в преодолении ущерба, нанесённого экономике этой страны в связи с её противостоянием режимам белого меньшинства в Южной Родезии (теперь Зимбабве) и ЮАР. В 1997 году главы государств Содружества всё же приняли решение о том, что вопрос Мозамбика следует рассматривать как особый случай, не создающий прецедента на будущее.
Однако 29 ноября 2009 года африканское государство Руанда стало 55-м членом Содружества наций. О принятии Руанды было объявлено на саммите стран Содружества в Тринидаде и Тобаго. Бывшая британская и немецкая колония Руанда также присоединилась к Содружеству наций. 2 октября 2013 года западноафриканская страна Гамбия объявила о своём выходе из Содружества наций. 8 февраля 2018 года Гамбия вернулась в Содружество. 25 июня 2022 года бывшая французская колония Габон и бывшая колония Франции и Германии Того стали 56-м и 57-м членами Содружества наций.

## Несостоявшееся членство
Президент Франции Шарль де Голль дважды поднимал вопрос о возможном обращении Франции с просьбой о вступлении в Содружество; эта задумка так и не была реализована, но её можно рассматривать как некое продолжение высказанной в годы войны идеи Уинстона Черчилля об объединении правительств Франции и Великобритании.
Давид Бен-Гурион предлагал попросить о приёме Израиля в Содружество, но большинство израильтян отвергли это предложение, полагая, что членство в этой организации может означать зависимость от Великобритании. Большинство государств Содружество тоже негативно отнеслось к этой идее в связи с отрицательной позицией к политике Израиля по отношению к Палестине.
Египет, Ирак, Бахрейн, Иордания, Кувейт и Оман никогда не проявляли желания вступить в Содружество. Не входили в Содружество США, образовавшиеся из бывших британских колоний в 1776 году. Гонконг, ставший в 1997 году специальным административным районом КНР, тогда же покинул Содружество.

## Прекращение членства
Каждая страна Содружества обладает безоговорочным правом одностороннего выхода из него.
Хотя главы правительств стран-членов Содружества имеют право приостанавливать участие отдельных стран в работе органов Содружества, возможность исключения из Содружества никакими документами не определена. В то же время королевства Содружества, провозглашающие себя республиками, автоматически выходят из Содружества, если они не обратятся к остальным членам с просьбой о сохранении их членства в Содружестве.
Ирландия вышла из состава Содружества наций в 1949 году в связи с тем, что она стала республикой. Вопрос об обратном вхождении Ирландии в Содружество наций поднимался с тех пор неоднократно, но это предложение не пользуется поддержкой среди населения Ирландии, продолжающего ассоциировать Содружество наций с британским империализмом. Ирландская Республика стала первым государством, вышедшим из состава Содружества и не восстановившим своего членства в нём.
Южно-Африканская Республика лишилась членства после провозглашения республики в 1961 году в связи с неприятием многими членами Содружества — странами Азии, Африки и Канадой — политики апартеида, проводившейся ЮАР. Правительство ЮАР предпочло просто не подавать заявления о продолжении членства, будучи уверенным в том, что оно будет отклонено. Членство ЮАР было восстановлено в 1994 году, после того, как был положен конец апартеиду.
Фиджи выходила из состава организации в 1987—1997 годах после государственного переворота, в результате которого в стране была провозглашена республика. После провозглашения республики на островах Фиджи в 1987 году просьба о восстановлении членства в Содружестве была подана лишь в 1997 году. 1 сентября 2009 года членство Фиджи было «полностью приостановлено», потому что не было удовлетворено в намеченный срок требование содружества о проведении в этой стране демократических выборов.
В 1972 году из Содружества вышел Пакистан в знак протеста против признания Содружеством Бангладеш как независимого государства. В 1989 году Пакистан вернулся в состав организации.
Зимбабве вышло из Содружества в 2003 году после того, как главы правительств стран-членов организации отказались отменить решение о приостановлении участия Зимбабве в совещаниях лидеров и министров стран Содружества в связи с нарушениями прав человека и демократических норм управления страной. Ситуация в Зимбабве привела к новым противоречиям в Содружестве между белыми странами — Великобританией, Австралией, Новой Зеландией, требовавшими наказать режим Мугабе за нарушение прав человека, и чёрными — большинством африканских стран, считавшими действия Лондона отголосками колониализма.
Гамбия объявила 2 октября 2013 о выходе страны из Содружества наций. 8 февраля 2018 года Гамбия вернулась в Содружество.
13 октября 2016 года о выходе из Содружества объявили Мальдивы, однако 1 февраля 2019 республика восстановила членство в содружестве.

### Приостановление участия в делах Содружества
В последние[какие?] годы было несколько случаев приостановления участия членов Содружества «в деятельности Советов Содружества» (в совещаниях лидеров и министров стран-членов) за явные нарушения демократических норм управления. Эта мера не прекращает членства этого государства в Содружестве.
Данная мера принималась в отношении Фиджи в 2000—2001 годах и в 2006—2014 годах после военного переворота в этой стране и в отношении Пакистана с 1999 по 2004 годы и с ноября 2007 года по 2008 год по аналогичной причине.
Нигерия не участвовала в совещаниях с 1995 по 1999 год.
В 2002 году аналогичная мера была принята в отношении Зимбабве (поводом стали избирательная и земельная реформы правительства Роберта Мугабе).

## Структура Содружества

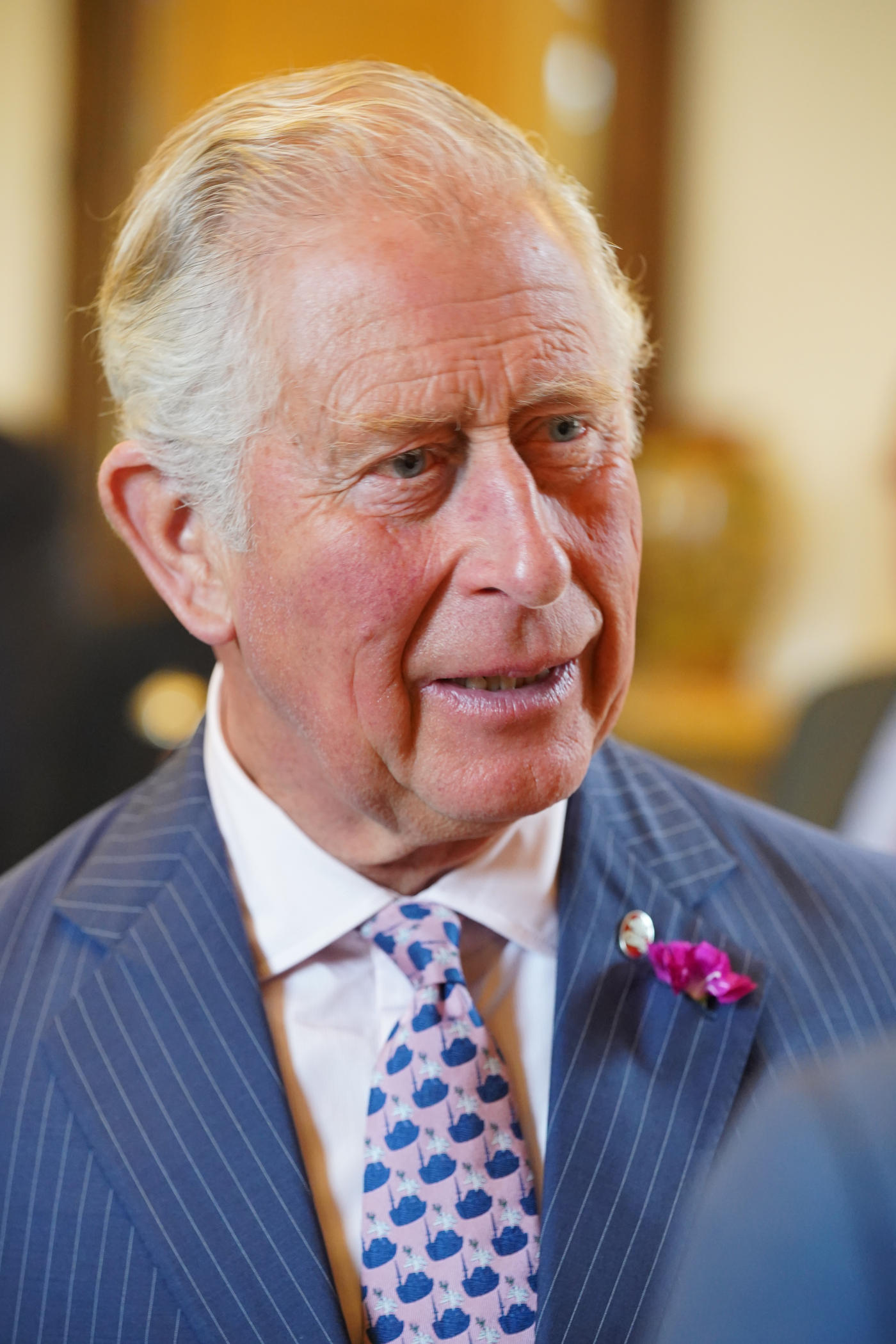
Карл III — Глава Содружества наций с 2022 года

Традиционно Главой Содружества провозглашается монарх Великобритании, в настоящее время таковым является Карл III. В качестве главы Содружества он не выполняет никаких формальных функций и его роль в повседневной деятельности организации лишь символическая. В 15 государствах Содружества монарх Великобритании является де-юре главой государства, но при этом также не исполняет формальных функций.
Пост главы Содружества не является титулом и не передаётся по наследству. При смене монарха на британском троне главам правительств стран-членов Содружества предстоит принять формальное решение о назначении нового главы организации.
Административное руководство Содружеством осуществляет Секретариат, штаб-квартира которого с 1965 года располагается в Лондоне. С октября 2024 года генеральным секретарём Содружества является министр иностранных дел Ганы Ширли Айоркор Ботчвей.
Годовщина создания Содружества — День Содружества (Commonwealth Day) — отмечается в Великобритании во второй вторник марта, а официальным названием департамента иностранных дел правительства Великобритании (аналогия Министерства иностранных дел) по-прежнему является Управление иностранных дел и по вопросам Содружества (англ. Foreign and Commonwealth Office).

## Дипломатические отношения
Государства, входящие в Содружество, поддерживают между собой обычные дипломатические отношения через Высоких комиссаров (High Commissioners), имеющих ранг послов. Дипломатические отношения между государствами Содружества и другими странами осуществляются в обычном порядке.